# Abbaye de la Peyrouse
L’abbaye de la Peyrouse (Petrosa) est une ancienne abbaye cistercienne située sur la commune de Saint-Saud-Lacoussière dans le département de la Dordogne, en région Nouvelle-Aquitaine.

## Histoire

### Fondation
L’abbaye de la Peyrouse est fondée en 1153 par saint Bernard comme fille de l’abbaye de Clairvaux.
Édifiée à proximité d'une « vieille abbaye » disparue, comme l'atteste le hameau ainsi nommé, sur le fond plat et inondable de la vallée étroite et encaissée du ruisseau de Palin elle est peu à peu délaissée au fil du temps.

### Déclin
Largement détruite au XVIe siècle, lors des guerres de Religion elle est reconstruite sous Louis XV. Un descriptif et état des lieux de 1683 en souligne déjà le délabrement et l’humidité. À la Révolution, elle ne compte plus que quatre religieux. Vendue comme bien national en 1793 elle est ensuite entièrement détruite.

## Toponymie
L'étymologie la plus vraisemblable de Peyrouse est petra alta (« rocher haut ») et désignerait un lieu où s'élevait un autel druidique.

## Architecture et description
Des éléments de l'abbaye se retrouvent en réemploi dans de nombreuses constructions de la région dont le proche château de Beynac.
Les statues en bois polychrome des quatre Évangélistes, issues de l'abbaye ont été transférées dans l'église Saint-Étienne de Saint-Saud-Lacoussière ; elles ont été restaurées en 2018 à Montignac.

### Le cloître
Une partie du cloître du XVIIe siècle a été remontée au château de Beynac à Saint-Saud-Lacoussière, pour soutenir une galerie (ne pas confondre avec le château de Beynac à Beynac-et-Cazenac)[réf. souhaitée].

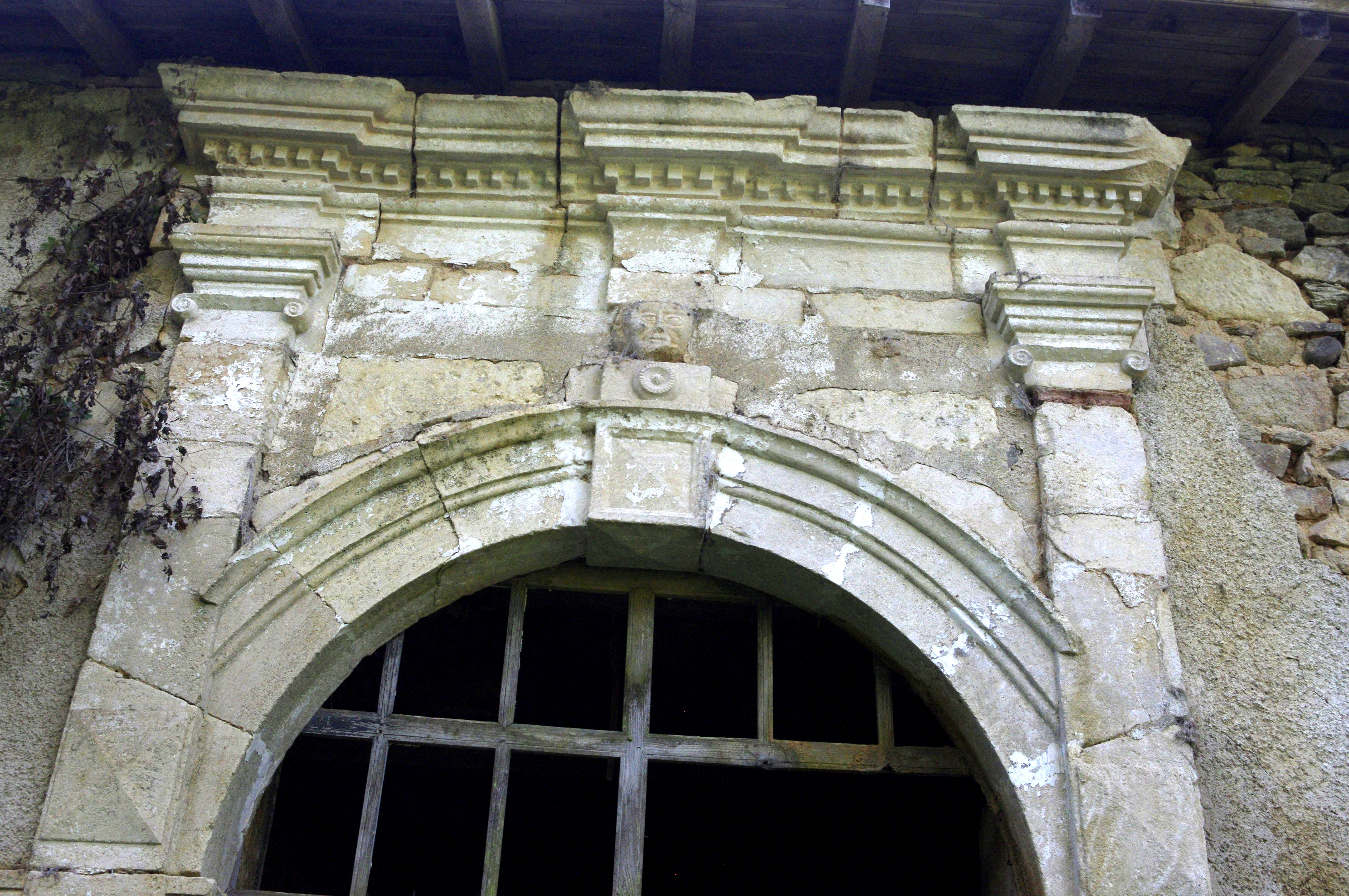
Façade d'une grange à la Peyrouse.

## Filiation et dépendances
La Peyrouse est fille de l'abbaye de Clairvaux. De ses anciennes dépendances subsiste un étang créé par les moines sur le ruisseau de Palin derrière une digue haute de sept mètres.

## Liste des abbés
- Roger
- Pierre
- 1208 - 1218 : Hugues.
- 1221 - 1225 : Jean Ier
- 1235 - 1246 : Étienne Ier
- 1265 - 1281 : Guillaume Ier
- 1293 - 1295 : Jean II
- 1299 : Bernard Ier
- 1303 : Raimond Ier
- 1305 - 1328 : Bernard II
- 1341 - 1348 : Étienne II
- 1348 - 1356 : Géraud Ier
- 1366 : Étienne III
- 1375 : Géraud II de Martin
- 1375 : Joseph Maignan (Manhani)
- 1380 - 1400 : Fortanier Ier
- 1400 : Guillaume II
- 1404 : Fortanier II; peut-être le même que Fortanier Ier
- 1416 - 1424 : Guillaume III de la Sauzède
- 1430 - 1436 : Raimond II
- 1442 - 1480 : Bernard III de Mayac
- 1478 - 1487 : Itier du Puy, abbé commendataire
- 1490 - 1497 : Jean III de Pérusse; abbé commendataire
- 1502 - 1547 : Charles des Cars; abbé commendataire
- 1547 - 1555 : Jean IV de Pompadour
- 1564 : N. Veyssière
- 1572 - 1616 : Jean V Vigier de Saint-Mathieu
- 1626 : Nicolas Ier du Mazeau; abbé commendataire
- Nicolas II de la Brousse, neveu du précédent, mort en 1674
- 1663 - 1713 : Théobald de la Brousse; par cession de son oncle,
- 1719 - 1724 : Nicolas III de la Brousse de Verteillac; frère du précédent
- 1723 : Jean-François de Montferrand de Sainte-Orse
- 1759 : N. de Gontaut
- 1759 : Armand de Chapt de Rastignac
- 1773 - 1780 : N. de Ia Laurencie de Villeneuve
- 1784 : Bragouze de Saint-Sauveur; dernier abbé.